# Tondanotettix dorreus
Tondanotettix dorreus är en insektsart som först beskrevs av Hancock, J.L. 1909.  Tondanotettix dorreus ingår i släktet Tondanotettix och familjen torngräshoppor. Inga underarter finns listade i Catalogue of Life.